# Kōichi Ōhata
Kōichi Ōhata (大畑 晃一 Ōhata Kōichi?) es un diseñador de mechas, guionista gráfico y director de anime japonés. Ha trabajado en animes como Seijūki Cyguar, Sōkihei MD Geist, Genocyber y Top wo Nerae! Gunbuster.

## Carrera
Ōhata nació el 26 de julio de 1962 en la Prefectura de Aichi, Japón. Inicialmente aspiraba a ser mangaka, pero debido a su falta de paciencia, abandonó esa meta y decidió convertirse en director de anime. En 1986, debutó como director con el OVA Sōkihei MD Geist.
En la década de 1990, se encargó del diseño de personajes en varias producciones de tokusatsu de Toei Animation. En el diseño de los monstruos, se centró más en crear un impacto que fuera fácilmente comprensible para los niños, en lugar de seguir las lógicas o preferencias estéticas de los adultos.
Es un experto en películas de serie B extravagantes y ha publicado los libros "Sekai Tohoho Eiga Gekijō" (publicado por Shōgakukan en abril de 1998, ISBN 9784093851046), y su secuela "Sekai Tohoho Eiga Gekijō 2: Anime & Tokusatsu Daisakusen" (publicado por Shōgakukan en diciembre de 1998, ISBN 9784093851091).

## Trabajos

### Series de televisión
Destaca papeles con funciones de dirección de series.
| Año  | Título | Director(es)                           | Estudio            | Funciones                                                                                                | Refs.         |
| ---- | --- | -------------------------------------- | ------------------ | --- | ------------- |
| 1983 | Kōsoku Denjin Albegus                                                                                        | Kōzō Morishita                         | Toei Animation     | Diseñador de mechas                                                                                      | [ 8 ]         |
| 1984 | Chō Kōsoku Galvion                                                                                           | Akira Shigino                          | Artmic             | Diseñador de mechas                                                                                      | [ 9 ]         |
| 1984 | Video Senshi Lezarion                                                                                        | Kōzō Morishita                         | Toei Animation     | Diseñador de mechas                                                                                      | [ 10 ]        |
| 1985 | Ninja Senshi Tobikage                                                                                        | Masami Anno                            | Pierrot            | Diseñador de mechas                                                                                      | [ 11 ]        |
| 1988 | Chōon Senshi Borgman                                                                                         | Hiroshi Negishi                        | Ashi Productions   | Diseñador de mechas Diseñador de personajes                                                              | [ 12 ]        |
| 1994 | Yamato Takeru                                                                                                | Hideharu Iuchi Shūji Iuchi Futa Morita | Nippon Animation   | Diseñador de mechas Diseñador de personajes                                                              | [ 13 ]        |
| 1999 | Blue Gender                                                                                                  | Masashi Abe                            | AIC                | Supervisor Supervisor de animación Guionista gráfico (#23)                                               | [ 14 ]        |
| 2001 | Hakaima Sadamitsu                                                                                            | Kōichi Ōhata                           | Studio Deen        | Director Guionista gráfico (#1, 10)                                                                      | [ 15 ]        |
| 2002 | Tenchi Muyō! GXP                                                                                             | Shin'ichi Watanabe                     | AIC                | Cooperación de diseño (#9-12, 14-15, 20, 22-23, 25)                                                      | [ 16 ]        |
| 2004 | Bakuretsu Tenshi                                                                                             | Kōichi Ōhata                           | Gonzo              | Director Escenario (#23) Guionista gráfico (#1-2, 4, 11-14, 20, 23-24; OP, ED)                           | [ 17 ]        |
| 2005 | Sugar Sugar Rune                                                                                             | Yukihiro Matsushita                    | Pierrot            | Productor Diseñador de utilería Guionista gráfico Guionista gráfico (#16)                                | [ 18 ]        |
| 2005 | Gun x Sword                                                                                                  | Gorō Taniguchi                         | AIC ASTA           | Guionista gráfico (#8)                                                                                   | [ 19 ]        |
| 2005 | Jigoku Shōjo                                                                                                 | Takahiro Ōmori                         | Studio Deen        | Guionista gráfico (#11, 16, 21)                                                                          | [ 20 ]        |
| 2006 | NHK ni Yōkoso!                                                                                               | Yūsuke Yamamoto                        | Gonzo              | Guionista gráfico (#15)                                                                                  | [ 21 ]        |
| 2007 | Ikkitōsen: Dragon Destiny                                                                                    | Kōichi Ōhata                           | Arms               | Director Guionista (#12) Guionista gráfico (#1-12)                                                       | [ 22 ]        |
| 2007 | Kishin Taisen Gigantic Formula                                                                               | Keiji Gotō                             | Brain's Base       | Guionista gráfico (#3)                                                                                   | [ 23 ]        |
| 2007 | Taiho Shichauzo: Full Throttle                                                                               | Kōichi Ōhata                           | Studio Deen        | Director Guionista gráfico (#1-2, 7, 10, 13, 15, 20, 22)                                                 | [ 24 ]        |
| 2008 | Ikkitōsen: Great Guardians                                                                                   | Kōichi Ōhata                           | Arms               | Director Guionista (#10-12) Guionista gráfico (#12)                                                      | [ 25 ]        |
| 2010 | Ikkitōsen: Xtreme Xecutor                                                                                    | Kōichi Ōhata                           | TNK                | Director Composición de la serie Guionista (#1-12) Guionista gráfico (#1-12; OP, ED)                     | [ 25 ]        |
| 2011 | Maken-ki! | Kōichi Ōhata                           | AIC Spirits        | Director Guionista gráfico (#1-6, 8, 10, 12)                                                             | [ 26 ] [ 27 ] |
| 2012 | Sengoku Collection                                                                                           | Keiji Gotō                             | Brain's Base       | Guionista gráfico (#12)                                                                                  | [ 28 ]        |
| 2012 | Jinrui wa Suitai Shimashita                                                                                  | Seiji Kishi                            | AIC ASTA           | Guionista gráfico (#5)                                                                                   | [ 29 ]        |
| 2013 | Inu to Hasami wa Tsukaiyō                                                                                    | Yukio Takahashi                        | Gonzo              | Guionista gráfico (#4, 8, 10)                                                                            | [ 30 ]        |
| 2014 | Buddy Complex                                                                                                | Yasuhiro Tanabe                        | Sunrise            | Guionista gráfico (#11)                                                                                  | [ 31 ]        |
| 2017 | Sengoku Night Blood                                                                                          | Katsuya Kikuchi                        | Typhoon Graphics   | Guionista gráfico (#6, 10)                                                                               | [ 32 ]        |
| 2018 | Shinkansen Henkei Robo Shinkalion The Animation                                                              | Takahiro Ikezoe                        | OLM                | Guionista gráfico (#4-9, 12-13, 15-16, 20, 22, 25-26, 31-32, 34, 37-38, 40, 43-44, 49-50, 52, 64, 73-75) | [ 33 ]        |
| 2018 | GeGeGe no Kitarō                                                                                             | Kōji Ogawa                             | Toei Animation     | Guionista gráfico (#10)                                                                                  | [ 34 ]        |
| 2018 | Dorei-ku The Animation                                                                                       | Ryōichi Kuraya                         | TNK Zero-G         | Guionista gráfico (#4, 9)                                                                                | [ 35 ]        |
| 2020 | Healin' Good♡Precure                                                                                         | Yōko Ikeda                             | Toei Animation     | Guionista gráfico (#5, 10)                                                                               | [ 36 ]        |
| 2021 | World Trigger 2nd Season                                                                                     | Morio Hatano                           | Toei Animation     | Guionista gráfico (#9)                                                                                   | [ 37 ]        |
| 2021 | Kaifuku Jutsushi no Yarinaoshi                                                                               | Takuya Asaoka                          | TNK                | Guionista gráfico (#5, 7, 11)                                                                            | [ 38 ]        |
| 2021 | Shinkansen Henkei Robo Shinkalion Z The Animation                                                            | Takahiro Ikezoe Kentarō Yamaguchi      | OLM                | Guionista gráfico (#1-15, 18-38, 40) Director de unidad CG (#1-41)                                       | [ 39 ]        |
| 2023 | Kaiko Sareta Ankoku Heishi (30-Dai) no Slow na Second Life                                                   | Fumitoshi Oizaki                       | Encourage Films    | Guionista gráfico (#5-6, 8-9, 11)                                                                        | [ 40 ]        |
| 2023 | Maō Gakuin no Futekigōsha: Shijou Saikyou no Maou no Shiso, Tensei shite Shison-tachi no Gakkou e 2nd Season | Shin Ōnuma Masafumi Tamura             | Silver Link        | Guionista gráfico (#11)                                                                                  | [ 41 ]        |
| 2023 | Isekai Shōkan wa Nidome Desu                                                                                 | Motoki Nakanishi                       | Studio Elle        | Guionista gráfico (#11-12)                                                                               | [ 42 ]        |
| 2023 | LV1 Maō to One Room Yūsha                                                                                    | Keisuke Inoue                          | Silver Link        | Guionista gráfico (#10)                                                                                  | [ 43 ]        |
| 2023 | Ragna Crimson                                                                                                | Ken Takahashi                          | Silver Link        | Guionista gráfico (#6, 10, 15, 22)                                                                       | [ 44 ]        |
| 2023 | Kanojo, Okarishimasu 3rd Season                                                                              | Shin'ya Une                            | TMS Entertainment  | Guionista gráfico (#28, 30, 35)                                                                          | [ 45 ]        |
| 2024 | Isekai de Mofumofu Nadenade Suru Tameni Ganbattemasu                                                         | Jun'ichi Kitamura                      | EMT Squared        | Guionista gráfico (#2)                                                                                   | [ 46 ]        |
| 2024 | Nozomanu Fushi no Bōkensha                                                                                   | Noriaki Akitaya                        | Connect            | Guionista gráfico (#11)                                                                                  | [ 47 ]        |
| 2024 | Akuyaku Reijō Level 99: Watashi wa Ura-Boss desu ga Maō de wa Arimasen                                       | Minoru Yamaoka                         | Jumondō            | Guionista gráfico (#8, 11-12)                                                                            | [ 48 ]        |
| 2024 | Maō no Ore ga Dorei Elf wo Yome ni Shitanda ga, Dō Medereba ī?                                               | Hiroshi Ishiodori                      | Brain's Base       | Guionista gráfico (#7, 9, 11)                                                                            | [ 49 ]        |
| 2024 | Saikyō no Shienshoku "Wajutsushi" dearu Ore wa Sekai Saikyō Clan o Shitagaeru                                | Yūta Takamura                          | Felix Film GA-CREW | Guionista gráfico (#10, 12)                                                                              | [ 50 ]        |
| 2025 | Salaryman ga Isekai ni Ittara Shitennō ni Natta Hanashi                                                      | Michio Fukuda                          | Geek Toys CompTown | Guionista gráfico (#6-7, 10)                                                                             | [ 51 ]        |
| 2025 | Ballpark de Tsukamaete!                                                                                      | Jun'ichi Kitamura                      | EMT Squared        | Guionista gráfico (#4)                                                                                   | [ 52 ]        |
| 2025 | 9: Ruler's Crown                                                                                             | Kōichi Ōhata                           | PRA                | Director                                                                                                 | [ 53 ]        |
| 2025 | Sakamoto Days Part 2                                                                                         | Masaki Watanabe                        | TMS Entertainment  | Guionista gráfico (#16)                                                                                  | [ 54 ]        |

### Películas
Destaca papeles con funciones de dirección de series.
| Año  | Título                                                                | Director(es)     | Estudio               | Funciones                    | Refs.  |
| ---- | --------------------------------------------------------------------- | ---------------- | --------------------- | ---------------------------- | ------ |
| 1988 | Mobile Suit Gundam: Char's Counterattack                              | Yoshiyuki Tomino | Sunrise               | Diseñador de mechas          | [ 55 ] |
| 1990 | Chōon Senshi Borgman: Lovers Rain                                     | Kiyoshi Murayama | Ashi Productions      | Diseñador de mechas          | [ 56 ] |
| 1991 | Chōjin Densetsu Urotsukidōji 2                                        | Hideki Takayama  | Phoenix Entertainment | Guionista                    | [ 57 ] |
| 2002 | Blue Gender: The Warrior                                              | Kōichi Ōhata     | AIC                   | Director                     | [ 58 ] |
| 2006 | Top wo Nerae! & Top wo Nerae 2! Gattai Movie!!                        | Kazuya Tsurumaki | Gainax                | Diseñador de original mechas | [ 59 ] |
| 2019 | Shinkansen Henkei Robo Shinkalion: Mirai kara Kita Shinsoku no ALFA-X | Takahiro Ikezoe  | OLM                   | Guionista gráfico            | [ 60 ] |

### ONAs
| Año  | Título                 | Director(es)    | Estudio | Funciones                               | Refs.  |
| ---- | ---------------------- | --------------- | ------- | --------------------------------------- | ------ |
| 2021 | SD Gundam World Heroes | Takahiro Ikezoe | Sunrise | Guionista gráfico (#6, 9-10, 17-18, 21) | [ 61 ] |

### OVAs
Destaca papeles con funciones de dirección de series.
| Año  | Título                                        | Director(es)     | Estudio                           | Funciones                                                            | Refs.  |
| ---- | --------------------------------------------- | ---------------- | --------------------------------- | -------------------------------------------------------------------- | ------ |
| 1986 | Sōkihei MD Geist                              | Kōichi Ōhata     | Zero-G Room Production Wave       | Director Diseñador de mechas Guionista gráfico Director de animación | [ 3 ]  |
| 1987 | Haja Taisei Dangaiō                           | Toshihiro Hirano | AIC Artmic                        | Diseñador de mechas (#2-3) Guionista (#3) Guionista gráfico (#1, 3)  | [ 62 ] |
| 1987 | Daimajū Gekitō: Hagane no Oni                 | Toshihiro Hirano | AIC                               | Diseñador de mechas Animación clave                                  | [ 63 ] |
| 1988 | Project A-Ko 3: Cinderella Rhapsody           | Yūji Moriyama    | Studio Fantasia                   | Diseñador de mechas                                                  | [ 64 ] |
| 1988 | Top wo Nerae! Gunbuster                       | Hideaki Anno     | Gainax                            | Diseñador de mechas                                                  | [ 65 ] |
| 1989 | The Borgman: Last Battle                      | Hiroshi Negishi  | Ashi Productions                  | Diseñador de mechas                                                  | [ 66 ] |
| 1989 | Seijūki Cyguar                                | Kōichi Ōhata     | AIC                               | Director Diseñador de mechas Concepto original Guionista gráfico     | [ 67 ] |
| 1990 | Shin Chōjin Densetsu Urotsukidōji Mataiden    | Hideki Takayama  | Phoenix Entertainment             | Diseñador asistente Concepto de la historia                          | [ 68 ] |
| 1992 | Macross II: Lovers Again                      | Ken'ichi Yatagai | AIC                               | Diseñador de mechas (#1-6) Supervisión de mechas                     | [ 69 ] |
| 1992 | Jigen Sengokushi: Kuro no Shishi - Jinnai-hen | Takashi Watanabe | Tokyo Kids Minami Machi Bugyousho | Diseñador de mechas                                                  | [ 70 ] |
| 1994 | Genocyber                                     | Kōichi Ōhata     | Artmic                            | Director Guionista Animación clave (#1)                              | [ 71 ] |
| 1995 | Yamato Takeru: After War                      | Shūji Iuchi      | Nippon Animation                  | Diseñador de mechas                                                  | [ 72 ] |
| 1996 | Sōkihei MD Geist 2: Death Force               | Kōichi Ōhata     | Zero-G Room                       | Director Guionista Diseñador de mechas                               | [ 73 ] |
| 2002 | Kōkō Tekken-den Tough                         | Yukio Nishimoto  | AIC                               | Guionista gráfico (#1)                                               | [ 74 ] |
| 2007 | Bakuretsu Tenshi: Infinity                    | Kōichi Ōhata     | Gonzo                             | Director                                                             | [ 75 ] |
| 2007 | Saiyūki Reload: Burial                        | Kōichi Ōhata     | Pierrot Arms                      | Director Guionista gráfico (#1-3; OP)                                | [ 76 ] |

### Especiales
Destaca papeles con funciones de dirección de series.
| Año  | Título                | Director(es) | Estudio                   | Funciones | Refs.  |
| ---- | --------------------- | ------------ | ------------------------- | --------- | ------ |
| 2000 | Biohazard 4D-Executer | Kōichi Ōhata | Visual Science Laboratory | Director  | [ 77 ] |